# Фосано
Фоса̀но (на италиански: Fossano; на пиемонтски: Fossan, Фосан) е град и община в Северна Италия, провинция Кунео, регион Пиемонт. Разположен е на 375 m надморска височина. Населението на общината е 24 739 души (към 2015 г.).